# إلدرسون إتشيجيلي
أووا إلدرسون إكايجايل (بالإنجليزية: Elderson Echiéjilé)‏ (مواليد 20 يناير 1988 في بنين - نيجيريا) لاعب كرة قدم نيجيري يلعب حاليا لصالح نادي الدرجة الأولى رين الفرنسي منذ 2007 في مركز الظهير الأيسر .

## روابط خارجية
- إلدرسون إتشيجيلي على موقع الاتحاد الدولي (مؤرشف)  (الإنجليزية)
- إلدرسون إتشيجيلي على موقع الاتحاد الأوربي (الإنجليزية)
- إلدرسون إتشيجيلي على موقع رابطة كرة القدم الفرنسية للمحترفين (الإنجليزية)
- إلدرسون إتشيجيلي على موقع قاعدة بيانات كرة القدم.إي يو (الإنجليزية)
- إلدرسون إتشيجيلي على موقع ليكيب (الفرنسية)
- إلدرسون إتشيجيلي على موقع ناشيونال فوتبول تيمز (الإنجليزية)
- إلدرسون إتشيجيلي على موقع Soccerway.com (الإنجليزية)
- إلدرسون إتشيجيلي على موقع عالم كرة القدم.نت (الإنجليزية)
- إلدرسون إتشيجيلي على موقع AS.com (الإسبانية)